# Luca Antonio Virili
Luca Antonio Virili (ur. w 1569 w Rzymie, zm. 4 czerwca 1634 tamże) – włoski kardynał.

## Życiorys
Urodził się w 1569 roku w Rzymie, jako syn Lelia Viriliego i Sigismondy Prati. Studiował na Uniwersytecie Sieneńskim, gdzie uzyskał doktorat utroque iure. Po wyjeździe do Rzymu, został audytorem Roty Rzymskiej i wiceprefektem Trybunału Obojga Sygnatur. 19 listopada 1629 roku został kreowany kardynałem prezbiterem i otrzymał kościół tytularny San Salvatore in Lauro. Zmarł 4 czerwca 1634 roku w Rzymie.